# Общество современных архитекторов Украины
Общество современных архитекторов Украины (ОСАУ) — общественная организация, основанная в 1928 году в Харькове, Киеве и Одессе. Выступало под лозунгами конструктивизма и функционализма. Пропагандировало использование новейших конструкций и материалов, типизацию и индустриализацию строительства. Некоторые архитекторы общества также применяли композиционные приёмы и формы украинского барокко и другие традиции украинской народной архитектуры. Членами ОСАУ были: И. Ю. Каракис, П. Ф. Алёшин, В. К. Троценко, Д. М. Дьяченко, Ф. М. Мазуленко и др. Общество действовало до 1932.